# NetHack
NetHack — компьютерная ролевая игра. Игра представляет собой очень сложный, динамический и непредсказуемый мир лабиринтов, в котором игрок сражается с различными существами, торгует, развивается и продвигается всё ниже, для того, чтобы завладеть Амулетом Йендора.
Благодаря открытому коду игра портирована на все популярные платформы и операционные системы — такие как Linux, FreeBSD, macOS, Android и т. д. Также существует порт на iOS — iNetHack.
Nethack не поддерживает многопользовательский режим. «Net» в названии означает, что (1) игру создаёт группа «the DevTeam», общаясь по Сети и (2) для успешного прохождения игры необходимо общение с единомышленниками, которое обычно происходит через Интернет. Часть названия «hack» представляет собой название предшествующей игры, связанное с разновидностью компьютерных ролевых игр, называемых hack and slash, что отражает суть игры и отношения к хакерам не имеет.
Исходный код игры является открытым. Эта открытость добавляет ещё один элемент к игре, который называется ныряние в код (source diving). Обычно побеждает тот, кто хорошо знает язык Си или имеет таких знакомых. Также в Сети есть несколько общедоступных NetHack-серверов, поддерживающих таблицы рекордов годами. На этих серверах каждый может играть в одиночку, общаясь с соседними игроками по IRC и натыкаясь на их «кости».
Самая старая игра, до сих пор находящаяся в развитии. Первая версия (1.3d) была опубликована в новостной группе comp.sources.games в июле 1987 года, а последняя (3.6.7) вышла 16 февраля 2023 года. Как уже писалось выше, данная игра произошла от игры Hack (1985), которая копировала геймплей Rogue (1980). Подобные Rogue игры называют Roguelike. От самого Nethack произошёл Slash’EM.

## Игровой процесс

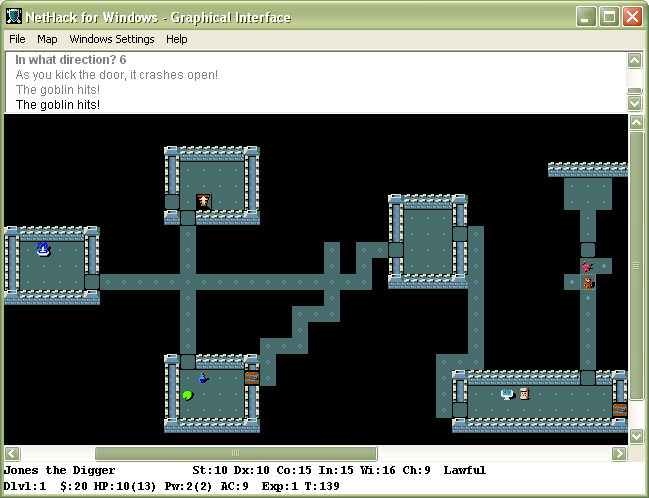
Игровой процесс NetHack с графическим интерфейсом

NetHack — пошаговая ролевая компьютерная игра в жанре roguelike. Все действия происходят только после того, как игрок совершит какое-либо действие. Графический интерфейс в NetHack представлен двумя вариантами: текстовый и графический. В текстовом интерфейсе предметы и существа отображены символами. В графическом интерфейсе символы заменены спрайтами.
Перед тем, как получить управление над своим персонажем игроку предлагается выбрать роль, расу, пол и мировоззрение будущего персонажа, или же позволить игре сгенерировать эти параметры случайным образом. Выбранные игроком роль и мировоззрение определяют божество, в которое верит его персонаж, а также влияют на отношение к персонажу врагов, обитающих в подземельях.
После создания персонажа, он появляется в подземелье и игрок получает управление над ним. Игрового персонажа, если иное не указано в опциях, обычно сопровождает его компаньон — домашнее животное, которое может быть либо кошкой, либо собакой, однако если игроком была выбрана роль рыцаря, то сопровождать игрока будет пони. В бою дружественные герою животные получают опыт, а их сила растёт. К тому же их можно изменить с помощью магии или иных средств.
На пути игрока встречаются различные существа, с которыми он сражается. По сравнению с персонажем, у врагов не много жизней, однако многие из них наносят большой урон. Для победы в NetHack игроку необходимо найти Амулет Йендора на самом глубоком уровне подземелий, и пожертвовать его своему божеству. Если игрок успешно выполнит эту задачу, его персонаж обретёт дар бессмертия и произойдёт его «вознесение» — в результате которого он получает статус полубога.

## Разработка
Первая версия игры NetHack была выпущена Майком Стивенсоном 28 июля 1987 г.
Основная группа разработчиков сформировалась к релизу NetHack версии 3.0 в июле 1989 г. В течение последующих четырнадцати лет разработки игры команда сознательно не раскрывала практически никакой информации о развитии игры в периоды между релизами. Такое «полумифическое» существование команды разработчиков в глазах некоторых фанатов игры обусловлено растущей сложностью нововведений в каждом новом релизе. Подобное восприятие команды игровым сообществом отражено в акрониме «TDTTOE» (англ. «The DevTeam Thinks of Everything» — «Разработчики Думают о Каждой Мелочи»).
Стивенсон выпустил игру под лицензией « the NetHack General Public License», которая позволяет другим разработчикам выпускать свои варианты программы. Таким образом, NetHack является открытым программным обеспечением согласно организации Open Source Initiative.
В течение 12 лет последней версией игры была версия 3.4.3, релиз которой состоялся в декабре 2003 г. Дальнейшие обновления включали новые тайлсеты и улучшения совместимости с вариантами Mac OS. В результате долгого отсутствия новых официальных релизов, появилось несколько фанатских вариантов игры.
7 декабря 2015 г. свет увидела версия 3.6.0, которая стала первым серьёзным обновлением после задержки ровно в 12 лет. Обновление не вносит значительных изменений и добавлений в геймплей игры, однако оно готовит игру к дальнейшим усовершенствованиям. NetHack остаётся «одной из старейших компьютерных игр, разработка которых всё ещё продолжается». Публичное зеркало с исходным кодом игры в режиме «только чтение» было открыто на GitHub 10 февраля 2016 года.

## Устройство мира
В игре около 50 уровней подземелий (или почти 81 уровень, если считать ответвления), объединённых в Грозные лабиринты (Mazes of Menace). Большая часть уровней создаётся случайно, но в предопределённом стиле. Есть несколько предопределённых уровней, порой имеющих случайные вкрапления. Большую часть лабиринтов можно менять, например — прорыв туннель. Иногда это делают компьютерные персонажи.
Из-за сильного элемента случайности каждая игра в NetHack происходит в собственном новом мире. Игрокам приходится заново открывать напитки, волшебные палочки и свитки, книги заклинаний — поэтому в игру интересно играть как начинающим игрокам, так и её разработчикам. Сама игра сбалансирована для опытного игрока. Поэтому в неё можно играть десятилетиями, совершенствуя свой стиль игры, но начинающим приходится туго.

### Подземелья Обречённости
Игра начинается на верхнем уровне подземелий Обречённости (Dungeons of Doom). Большинство игроков доходит до уровня Дельфийского оракула (Oracle) и большой комнаты (Big Room — присутствует не во всех играх), откуда многие через ностальгический уровень Бродяги (Rogue Level) и остров Медузы (Medusa’s Island) спускаются штурмовать Замок (The Castle), последний уровень подземелий.
Замок набит солдатами, драконами, окружён рвом и имеет подъёмный мост. В воде рва кишат хищные рыбы. С обратной стороны Замка есть чёрный ход, а в одной из башен лежит сундучок с волшебной палочкой (wand of wishing).

### Ад (Геенном)
Самые удачливые игроки проходят подземелья и через ворота в долине Мёртвых (Valley of the Dead) нисходят в Геенном (Gehennom), вторую большую часть игрового мира. Уровень долины Мёртвых содержит три кладбища и храм Молоха. Среди обитающих там призраков можно найти себя и других игроков, имена которых взяты из таблицы рекордов.
В Геенноме надо пройти владенья четырёх демонов: логово Асмодея (Asmodeus’ Lair), болото Джуиблекса (Juiblex’ Swamp), логово Вельзевула (Baalzebub’s Lair) и мёртвый город Оркуса (Orcus-town). На болоте можно безопасно наполнить водой склянки, смыть надписи со свитков и волшебных книг. В мёртвом городе расположен второй, пустующий храм Молоха и несколько вымерших магазинов. Без продавца любые товары можно забирать бесплатно, но в магазине много имитаторов (mimic).
На нижнем уровне Гееннома есть вибрирующий квадрат. Совершив с помощью трёх предметов, добытых в ответвлениях лабиринтов Угрозы, церемонию Вызова (invocation ritual) на этом квадрате, персонаж открывает проход в святилище Молоха (Moloch’s Sanctum) — самый нижний уровень игры. Именно там, у главного священника храма Молоха, находится амулет Йендора (Amulet of Yendor).

### Пять Элементальных планов

Астральный план.
Чтобы дойти до неё и выиграть в NetHack, игроку (значок @ в центре верхнего квадрата) потребовалось более 15 лет.

После получения амулета Йендора лесенка с верхнего уровня подземелий Обречённости открывает путь на план пяти Элементов:
- план Земли (Plane of Earth);
- план Воздуха (Plane of Air);
- план Огня (Plane of Fire);
- план Воды (Plane of Water);
- Астральный план (Astral Plane).

Астральный план, завершающий уровень игры, состоит из трёх просторных зал-святилищ богов порядка, нейтралитета и хаоса. Здесь и происходит последняя битва персонажа с тремя Всадниками конца игры: Смертью, Голодом и Чумой (Death, Famine, и Pestilence). Четвёртым всадником Апокалипсиса — Войной (War) — считается сам игрок.
Для победы в игре и получения бессмертия надо пожертвовать своему богу амулет Йендора, отобранный на дне ада у высшего священника Молоха. Опытные игроки, сэкономив желание, перед завершающим приношением заказывают фляжку с алкоголем (potion of booze), утверждая, что это поможет им отметить своё вознесение в «баре полубогов, что на небесах».

### Ответвления
Самое первое ответвление от подземелья Обречённости, с которым игрок сталкивается на 2, 3 или 4 уровне лабиринта, это рудники Гномов (Gnomish Mines). Большинство игроков доходит до города Рудников (Minetown) и особого, последнего уровня рудников (Mines' End). В городе всегда есть храм, пара фонтанов, отряд охранников (которые придут на помощь торговцам, если игрок попытается их ограбить) и несколько магазинов — у продавца Ицхака (Izchak) можно купить свечи, необходимые для церемонии. На последнем уровне рудников можно найти драгоценные камни и камень удачи (luckstone).
Сразу под Оракулом расположено второе ответвление подземелий Обречённости, представляющее собой четыре уровня игры Сокобан и направленное вверх. Проходя Сокобан, можно запастись продуктами. В исключительных случаях можно «сжульничать» — например, раздевшись, протиснуться между стоящими вплотную валунами. Такие действия позволяют исправить свою ошибку при перемещении камней, однако за них игрок будет терять удачу. Наградой победителю является облегчающая ношу волшебная сумка (bag of holding) или отражающий амулет (amulet of reflection).
Форт Лидии (Fort Ludios), богатейшее царство Крёза, состоит всего лишь из одного уровня. На него персонажи попадают из магического портала, если смогут его разыскать. Портал есть не в каждой игре, а форт хорошо охраняется, но золото и драгоценности Крёза стоят попытки штурма.
Важнейшее ответвление подземелий, без которого игру не пройти — Приключение (The Quest). Сюжет этих пяти или шести уровней разработан отдельно для каждого класса. На верхний, домашний уровень Приключения (Quest home) ведёт особый магический портал. Дома ваш бывший учитель (Quest Leader) даст вам своё последнее задание. Если вы уже достигли 14-го уровня и послушны, то сможете отправиться на следующие уровни Приключения. Выполнив задание и уничтожив главного противника (Quest Nemesis), персонаж получает необходимый для церемонии колокол Открытия (Bell of Opening) и главный артефакт своего класса (Quest Artifact)
В аду есть единственное, но важное ответвление — три уровня башни Влада (Vlad’s Tower). Разумеется, любая башня растёт вверх. В этой башне можно найти непромокаемые ботинки (a pair of water walking boots) и амулет спасения жизни (an amulet of life saving). Главное, не перепутать его с лежащим рядом амулетом удушения (an amulet of strangulation). На верхнем уровне расположен трон самого Влада Колосажателя (Vlad the Impaler), короля вампиров. Победив Влада, можно отнять у него второй из трёх предметов, необходимых для церемонии — канделябр Вызова (Candelabrum of Invocation).
Необычным «ответвлением» внутри самого Гееннома являются три уровня башни Волшебника (Wizard’s Tower) и две ложные башни Волшебника (Fake Wizard’s Towers), в одной из которых находится портал в настоящую башню. У волшебника Йендора надо отнять последний необходимый предмет, книгу мёртвых (Book of the Dead). Но стоит потревожить Волшебника — и вы наживёте себе неленивого врага почти до самого конца игры.

## Шпаргалки
Шпаргалки («спойлеры», от англ. spoilers) играют весьма большую роль. Шпаргалки пишутся после внимательного изучения кода игры и расширяются при изучении их активными игроками. Поскольку игра сложна своими неожиданностями, порой просто необходимо узнать описание конкретного монстра, брони, заклинаний и прочего.
Сейчас существует несколько способов научиться играть в NetHack и получить статус полубога:
- собственный опыт
- изучение исходного текста игры
- изучение шпаргалок
- международная взаимопомощь других игроков по Сети: Usenet'овская новостная группа rec.games.roguelike.nethack (сокращённо rgrn), irc-канал #nethack
- чтение NetHackWiki, вики по NetHack’у